# Mendoza Súper Magnum
El sistema Mendoza súper Magnum es un sistema que consta de un resorte de 44 vueltas, que es capaz de producir más de 27 Joules de energía de impacto. Este sistema de resorte es usado en varios modelos de rifles de aire. Estos son los rifles de aire comprimido más potentes de la marca mexicana Productos Mendoza.
Estos rifles son amartillados mediante un cañón abatible y la mayoría son monotiro, aunque hay algunos con dispensador tubular de 7 tiros.

## Rifles
Este sistema es usado en los rifles:

### Mendoza
- RM-600
- RM-800
- RM-2000
- RM-3000
- RM-2800
- RM-2003
- F-23
- F-22
- F-15
- F-18
- F-11
- Master X-2
- MX 12
- Xtreme

### Crosman
- RM-877
- RM-677

### Hammerli
- X-2

## RM-600/RM-2000/F-15 Tornado/F-18 Terminator
Rifles con culata estilo pistolet, el RM-600, al igual que el RM-20000009 tienen su culata acabada en color natural, mientras el F-15 y F-18 la tienen acabada en color grafito, la diferencia más grande entre estos cuatro rifles es el cargador tubular de 7 tiros que poseen tanto el RM-2000 como el F-18 Terminator.
El RM-600 era exportado a Crosman para que este lo comercializara como Crosman RM-677, RM-677X y RM-622.

## RM-800/RM-2800/F-22 Raptor
Estos rifles tienen un tipo de culata egonómica Mendoza, RM-800 al igual que RM-2800 tienen culata acabada en color natural, un dispensador tubular superior con capacidad de 7 tiros está presente en el F-22 y RM-2800. El F-22 Raptor tiene una culata acabada en color grafito.
El RM-800 fue exportado a Crosman para que este lo vendiera como Crosman RM-877.

## RM-3000 Golden Scorpion/F-23 Black Scorpion
Su nombre dice sus diferencias, el Golden tiene una culata acabada en color natural mientras el Black la tiene en color grafito, estos tienen un rayado de cañón  diferente comparado a los demás modelos, lo cual afecta positivamente la precisión de los escorpiones y otros modelos como el rm 6000.

## RM-2003 Advance/Master X-2
Son rifles monotiro comunes, lo que los hace especiales es que ambos tienen cañones intercambiables, es decir, pueden usar proyectiles calibre 400990.500o 50090o.5 según el cañón montado. La diferencia entre estos dos modelos es la culata.
El RM-2003 es exportado a Hammerli para este comercializarlo como Hammerli X-2

## Xtreme 5.5
Es el rifle que Mendoza ha introducido más recientemente, cuenta con una culata ergonómica y en ella el grabado “Xtreme”.

## F-11 Jaguar
Es un rifle con cargador de 7 tiros, tiene una culata ergonómica.

## Cargador tubular Mendoza
Es un cargador con capacidad de 7 diabolos ubicado atrás del cañón en la parte superior, una característica de este cargador es que solo dispensa diabolos de punta hueca. Este cargador está presente en los modelos Súper Magnum:
- RM-200
- RM-2800
- F-11 Jaguar
- F-18 Terminator
- F-22 Raptor

## Calibres
La mayoría de rifles Súper Magnum Mendoza solo tienen versiones en calibre 5.5, los únicos que aparte de tener versión 5.5 también tienen una 4.5 son:
- RM-600
- RM-800
- RM-2003 (cañón intercambiable)
- Master X-2 (cañón intercambiable)

## Exportaciones

### Crosman
Productos Mendoza a inicios de los años 2000s hacía exportaciones a Crosman del RM-800 en calibre 4.5 y del RM-600 en calibre 4.5, para que Crosman los comercializase como RM-877 y RM-677 respectivamente, también había versiones del RM-600 en calibre 5.5 para Crosman y era el RM-622, Productos Mendoza dejó de exportar a Crosman porque hubo quejas por parte de los usuarios de que “se disparaban solos”.

### Hammerli
Productos Mendoza exporta a Hammerli para que este lo venda como Hammerli X-2, Todas las exportaciones de Mendoza a otras marcas tienen la insignia de la marca importadora pero tienen un escrito que dice «Made in Mexico».